# Рітберзьке графство
Рітберзьке графство (нім. Grafschaft Rietberg) — колишня історична територія у складі Священної Римської імперії. Воно було розташоване у верхів'ях Емсу у Вестфалії, на прикордонній території княжих єпископств Падерборн і Мюнстер. У 1237—1807 роках існувало як самостійне територіальне утворення.

## Історія

Ранній герб графства Рітберг

Гілка графів Рітбергів виникла в результаті поділу Арнсберзького графства. При розподілі маєтку між Готфрідом III Арнсберзьким та Конрадом I Куйк-Арнсберзьким за угодою про розрив і розділ від 1 вересня 1237 року Конрад отримав частину Арнсберзького графства, що лежить на північ від Ліппе. Потім він оголосив його суверенною державою і назвав на честь замку Рітберг, заснованого близько 1100 року на Емжі «Grafschaft Rietberg». Конрад I, граф Рітбергзький, пішов у відставку в 1263/64 рр. через втрату політичної ваги свого графства і став лицарем Тевтонського ордену. Помер близько 1284 року.

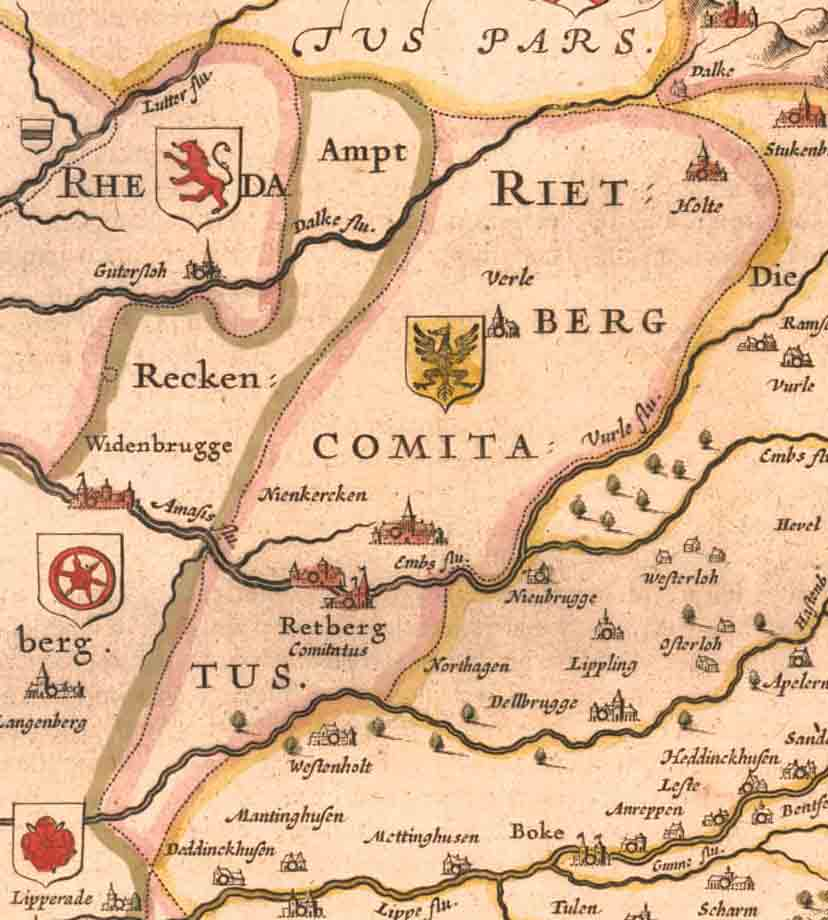
Історична карта графства Рітберг

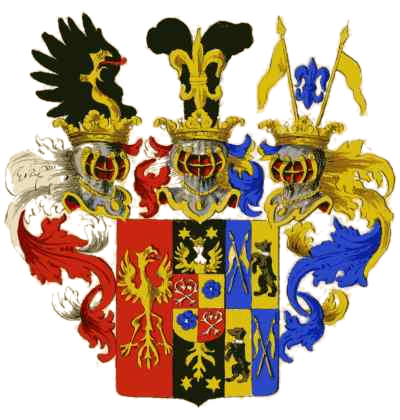
Герб графства Рітберг з 1699 року

Приблизно з 1100 року Рітберг був незалежною німецькою територією і залишався нею до 1807 року. У середні віки Рітберзьке графство було дуже маленькою державою. Однак у Рітберга була своя армія, своя валюта і свої закони. Була навіть невелика незалежна іноземна поліція. До XVII століття Рітберг карбував власні монети. До XVIII століття уряд розміщувався в палаці XIV століття.
На початку ХІХ століття палац знесли, оскільки він перестав виконувати своє призначення. Тільки каплицю святого Яна Непомуцького з 1748 року можна побачити й сьогодні.
У 1807 році графство Рітберг увійшло до складу новоствореного Вестфальського королівства, після його розпаду з 1815 року воно постійно належало Пруссії.
Зараз офіційним спадковим носієм титулу графа Рітберзького є князь Ліхтенштейну, тому титул продовжується в особі князя Ліхтенштейну Ганса Адама II.